# Atsugewi
Les Atsugéwi ou Atsugewi sont des autochtones amérindiens vivant dans le Nord de la Californie. Leur territoire traditionnel se situe dans la vallée de la Pit, à proximité du mont Shasta. Ils sont très proches culturellement des Achomawi. Leur langue, l'atsugé, de la famille des langues palaihnihanes, est éteinte.